# Gladagsari
Gladagsari is een bestuurslaag in het regentschap Boyolali van de provincie Midden-Java, Indonesië. Gladagsari telt 3510 inwoners (volkstelling 2010).